# 대야

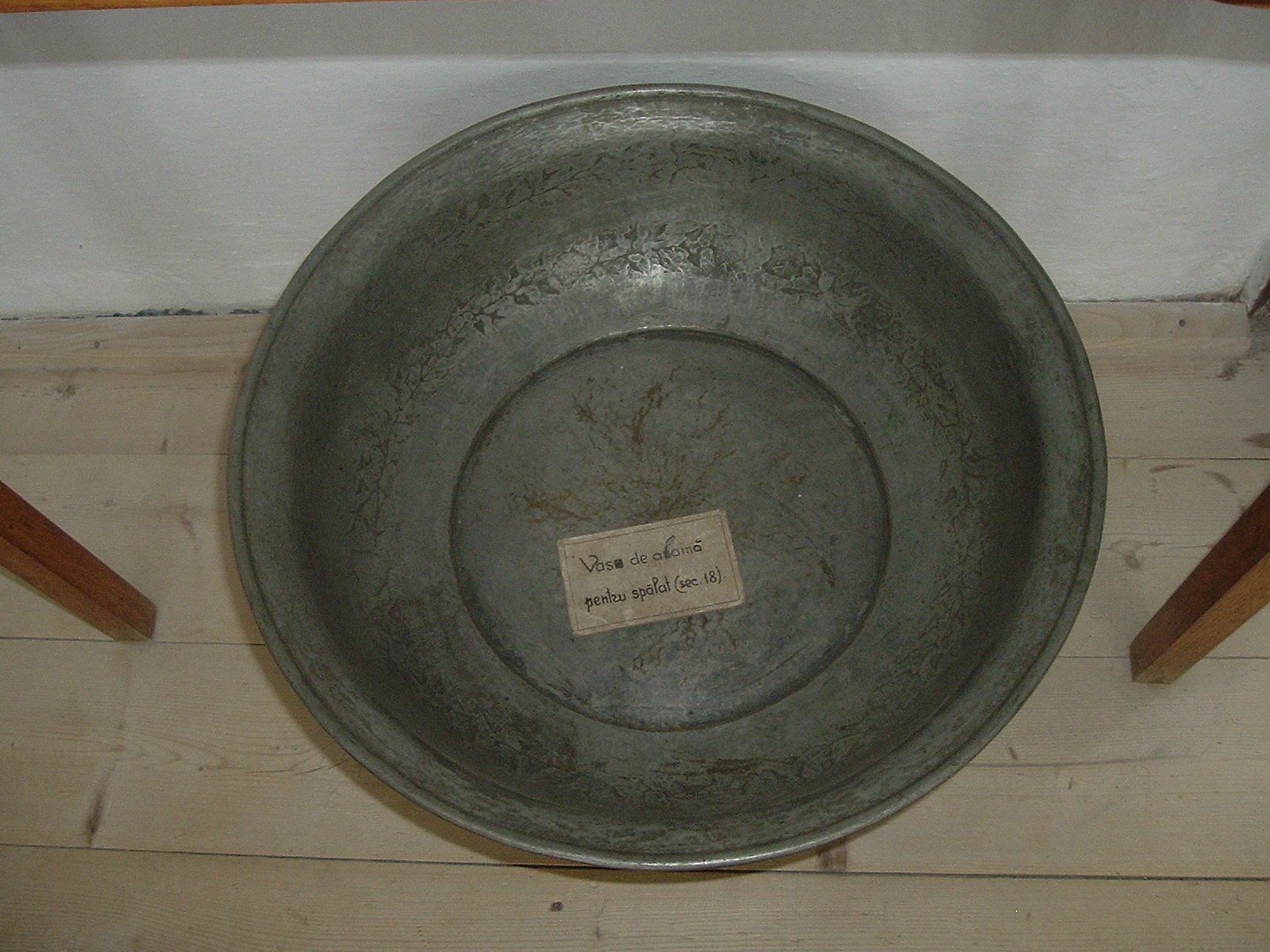
대야

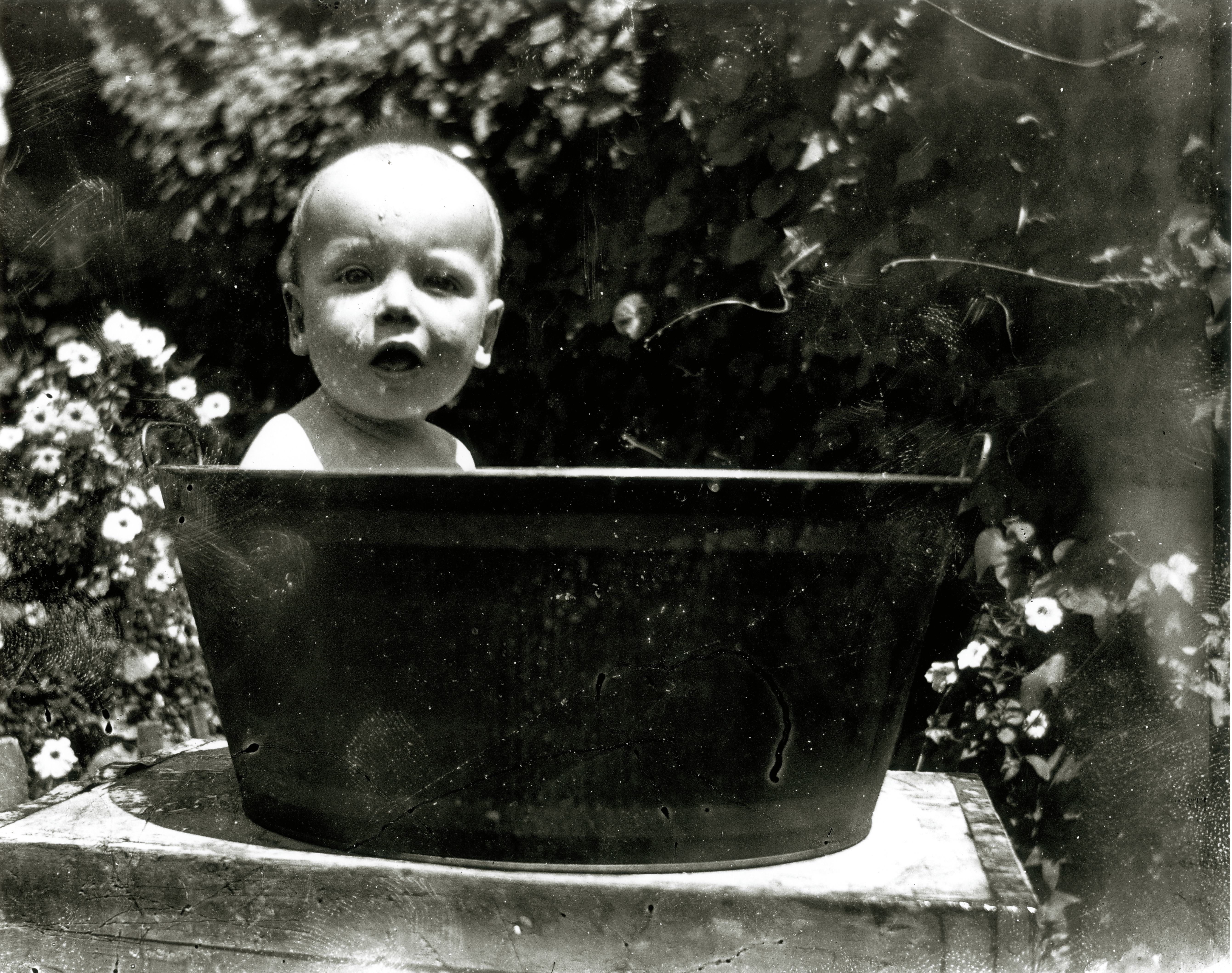
목욕대야 안의 아기

대야는 물을 담아서 무엇을 씻을 때 쓰는 둥글넓적한 그릇이다.

## 어원
1446년 《훈민정음 해례본》에 "다야"로 기록되어 있다. 어원은 중국어 "大匜"로 추정된다.

## 종류
용도에 따라 세숫물을 담는 둥글넓적한 대야는 세숫대야, 빨래할 때 쓰는 큰 대야는 빨랫대야로 구분한다. 작은 대야는 손대야라 부르며, 그 외에도 국부나 항문을 씻을 때 쓰는 뒷물대야, 양치기를 받치는 양칫대야 등이 있다. 과거 궁중에서는 손을 씻는 대야를 "수지대야(手指--)", 발 씻는 대야를 "족장대야(足掌--)", 뒷물대야를 "후수대야(後水--)"로 불렀다.
재료에 따라 놋쇠로 만든 "놋대야", 나무로 만든 "목대야(木--)", 사기로 만든 "사기대야(沙器--)" 등이 있으며, 위쪽 가장자리가 약간 넓고 평평한 놋대야는 "전대야"로 부른다.